# Rafael Marañón
Rafael Carlos Pérez González (Olite, Navarra, 23 de junio de 1948), conocido como Marañón, es un exfutbolista español que jugaba como delantero. Es el máximo goleador histórico del R. C. D. Espanyol con 144 goles en 262 partidos repartidos entre todas las competiciones oficiales que disputó. Su apodo se debe a que compartía primer apellido y localidad natal con su tío Adolfo Pérez Marañón, también futbolista. Doctor en arquitectura, ha colaborado con el Espanyol en la construcción de su ciudad deportiva y del RCDE Stadium. Actualmente imparte clases de representación e interpretación gráfica del proyecto —arquitectura técnica— en la Escuela Politécnica Superior de Edificación de Barcelona de la Universidad Politécnica de Cataluña.

## Trayectoria
Formado en el C. D. Oberena de Pamplona, fichó con dieciocho años por el Real Madrid C. F. Jugó cedido en Segunda División en el Ontinyent C. F. y en Real Sporting de Gijón, con el que ascendió a Primera, para regresar al club blanco en la temporada 1970-71. Allí permaneció hasta la campaña 1973-74, cuando pasó al R. C. D. Espanyol, donde llegó a ser capitán y militó durante nueve años. Terminó su carrera jugando dos temporadas en el C. E. Sabadell F. C., con el que logró el ascenso de Segunda División B a Segunda.
Logró un total de 116 goles en Primera División, 111 de ellos con el Espanyol. Este hecho propició que se mantuviese durante veinticuatro años como el máximo goleador del club en Liga, hasta que su récord fue superado por Raúl Tamudo en 2007. Sin embargo, sigue ostentando el récord de goles del equipo perico en todas las competiciones oficiales, con 144 tantos.

## Selección nacional
Fue internacional con la selección española en cuatro ocasiones durante 1977 y 1978. Marcó un gol de córner directo en un amistoso contra México en Los Cármenes de Granada el 26 de abril de 1978. Acudió al Mundial de Argentina en 1978. 

## Clubes
| Equipo                 | País   | Año       |
| ---------------------- | ------ | --------- |
| Ontinyent C. F.        | España | 1968-1969 |
| Real Sporting de Gijón | España | 1969-1970 |
| Real Madrid C. F.      | España | 1970-1974 |
| R. C. D. Espanyol      | España | 1974-1983 |
| C. E. Sabadell F. C.   | España | 1983-1985 |

## Palmarés
| Título                | Club              | País   | Año  |
| --------------------- | ----------------- | ------ | ---- |
| Liga española         | Real Madrid C. F. | España | 1972 |
| Copa del Generalísimo | Real Madrid C. F. | España | 1974 |